# Lecanocybe
Lecanocybe es un género de hongos en la familia Marasmiaceae. Es un género monotípico, que contiene una única especie Lecanocybe lateralis, que habita en Java y Hawái.